# Dormagen
Dormagen je město v německé spolkové zemi Severní Porýní-Vestfálsko. Tvoří součást zemského okresu Rýn-Neuss a současně leží ve vládním obvodu Düsseldorf. Jihovýchodně od Dormagenu leží město Monheim am Rhein, jižně se pak nachází Worringen, městská čtvrť Kolína nad Rýnem, s nímž Dormagen sousedí. Městská hranice mezi Dormagenem a Kolínem nad Rýnem tvoří také hranici mezi vládními obvody Düsseldorf a Kolín nad Rýnem. Dormagen se rozprostírá na západním břehu Rýna v trojúhelníku mezi velkoměsty Düsseldorf, Kolín nad Rýnem a Mönchengladbach. V roce 2013 zde žilo přes 62 tisíc obyvatel.

## Historie
První známky lidského osídlení v oblasti dnešního Dormagenu sahají do období mezolitu. Z období neolitu byly nalezeny nástroje v místech současné městské čtvrti Delhoven. V městské části Hackenbroich byly nalezeny pohřební mohyly pocházející z doby bronzové a také byla objevena další pohřebiště z období přibližně 200 let před naším letopočtem. Předtím, než byla oblast osídlena Římany, obýval oblast pravděpodobně germánský kmen Ubiů. Hlavním sídlem kmene bylo oppidum Ubiorum, jež tvořilo součást římské kolonie Colonia Claudia Ara Agrippinensium. V letech 15–12 před naším letopočtem vyrostla na území Dormagenu římská pevnost castrum, která získala jméno Dormagus. Od tohoto názvu je odvozeno současné jméno města. V roce 35 zde byla umístěna římská vojenská jednotka vexilace tvořící součást legie Legio I Germanica. Mezi lety 393 až 402 byli římští vojáci staženi z tehdejší provincie Horní Germánie. Od roku 476 obývali oblast Frankové.
Dnešní městská část Horrem byla poprvé zmíněna roku 1005, městská část Hackhausen pak roku 1080. Roku 1128 zde vzniklo opatství Knechtsteden. V roce 1138 byla zahájena výstavba klášterního kostela. Papež Hadrián IV. převzal roku 1158 ochranu nad opatstvím i vesnicemi Herrem a Hackhausen. V roce 1190 byl vybudován na základech římského sídla farní kostel svatého Michala. V roce 1247 pobýval v okolí holandský a římský král Vilém II. Holandský, když byl v sousedním Kolíně nad Rýnem prohlášen králem. Roku 1250 byl poprvé zmíněn vodní hrad v části Hackenbroich. Od roku 1274 působil ve městě soud, jehož vykonavateli byla hrabat z Jülichu. V témže roce byla poprvé zmíněna dnešní městská část Delhoven. V roce 1288 probíhala na území Dormagenu bitva u Worringenu. Roku 1320 byla poprvé na dokumentech konšelů použita pečeť, na které byl vyobrazen zdejší farní patron svatý Michal s křížem ve štítu. Roku 1409 byl zničen zdejší hrad Hackenbroich ve válce, kde Johan III. z Reifferscheidu a kolínský arcibiskup Friedrich III. ze Saarwerdenu bojovali proti Dietrichovi III. z Moers a hraběti Vincentu z Moers.
V roce 1518 vypukl v Kolíně nad Rýnem mor a spousta obyvatel uprchla do Dormagenu. Město se následně zapojilo také do třicetileté války a následně zde byla zničena zdejší panství. V roce 1642 po bitvě u Kempenského vřesoviště vpadli do města hesenští vojáci. Roku 1645 zaútočila francouzská a hesenská spojenecká vojska na město Zons (dnešní městská část Dormagenu). 10. listopadu 1669 zasedal v Dormagenu zemský sněm vévodství Jülich-Kleve-Berg, avšak zúčastnilo se jen několik členů a sněm později zasedal již v Düsseldorfu. Od roku 1696 sídlil ve městě pruský poštovní úřad, a tak třikrát do týdně tudy projížděl poštovní dostavník, který putoval mezi Kolínem nad Rýnem a nizozemským městem Nijmegen. Po sedmileté válce, které se Dormagen také zúčastnil, byla doprava dostavníkem obnovena dvakrát do týdne mezi Kolínem a městem Kleve. Roku 1784 zasáhly město ničivé povodně. V roce 1794 byly vesnice Dormagen, Nivenheim a Zons obsazeny francouzskými vojáky a na čas se staly součástí francouzského území, když byly začleněny do arrondisementu Kolín v departementu Roer. Byl zde zřízen kanton Dormagen, který zahrnoval obce Zons, Nievenheim, Gohr, Straberg, Delhoven, Hackenbroich, Rommerskirchen, Nettesheim, Stommeln, Fühlingen, Merkenich, Rheinkassel a Worringen a žilo zde přibližně deset tisíc obyvatel. 15. ledna 1814 obsadili město ruští kozáci, kteří ukončili zdejší francouzskou nadvládu. Po Vídeňském kongrese se stalo Porýní včetně Dormagenu součástí Pruska. Roku 1816 bylo město začleněno do zemského okresu Rýn-Neuss. V letech 1833 a 1890 emigrovalo přibližně 60 obyvatel do Severní Ameriky, když se usadili v Osage County v americkém státě Missouri. Roku 1855 získalo město napojení na železniční síť. V roce 1876 zde byly postaveny první telegrafní stanice. V roce 1885 byl v Dormagenu založen pivovar, jenž se roku 1898 transformoval v akciovou společnost.
Roku 1916 byla založen zdejší průmyslový areál s názvem Chempark Dormagen, který je největším zaměstnavatelem ve městě dodnes. Po první světové válce bylo město obsazeno anglickými a skotskými vojáky, kteří byli roku 1919 nahrazeni francouzskými vojáky a o rok později belgickými jednotkami. Ty se stáhly 15. prosince 1923. Od roku 1921 disponuje Dormagen vodovodem. Před druhou světovou válkou získala Národně socialistická německá dělnická strana (NSDAP) ve městě jen malou podporu, a tak ještě v roce 1938 byla ve městě vysvěcena židovská modlitebna. Roku 1940 však byli zdejší Židé deportováni do Rigy. Po druhé světové válce bylo město osvobozeno americkými vojáky.

## Partnerská města
- Saint-André-lez-Lille, Francie (od roku 1973)
- Toro, Španělsko (od roku 1989)
- Kirjat Ono, Izrael (od roku 1995)

## Galerie

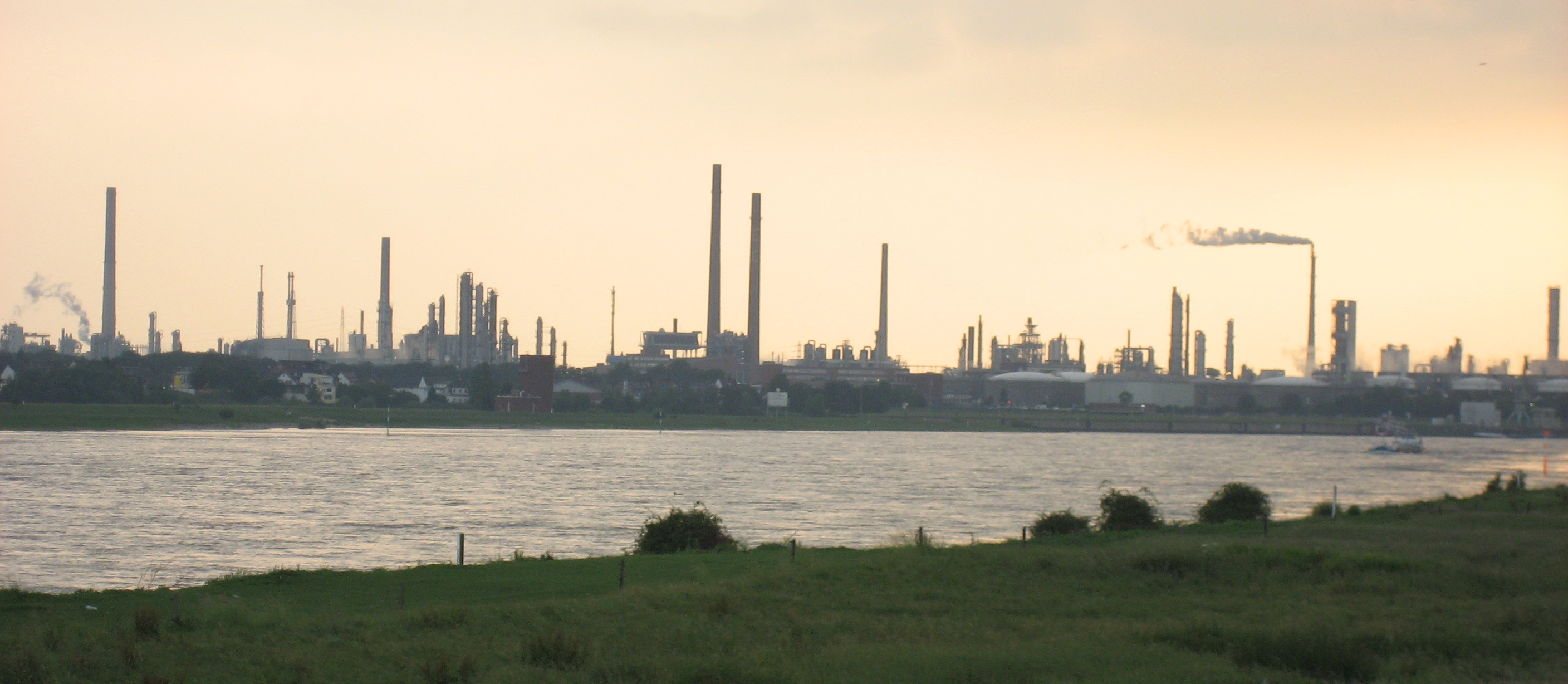
Průmyslový areál Chempark Dormagen
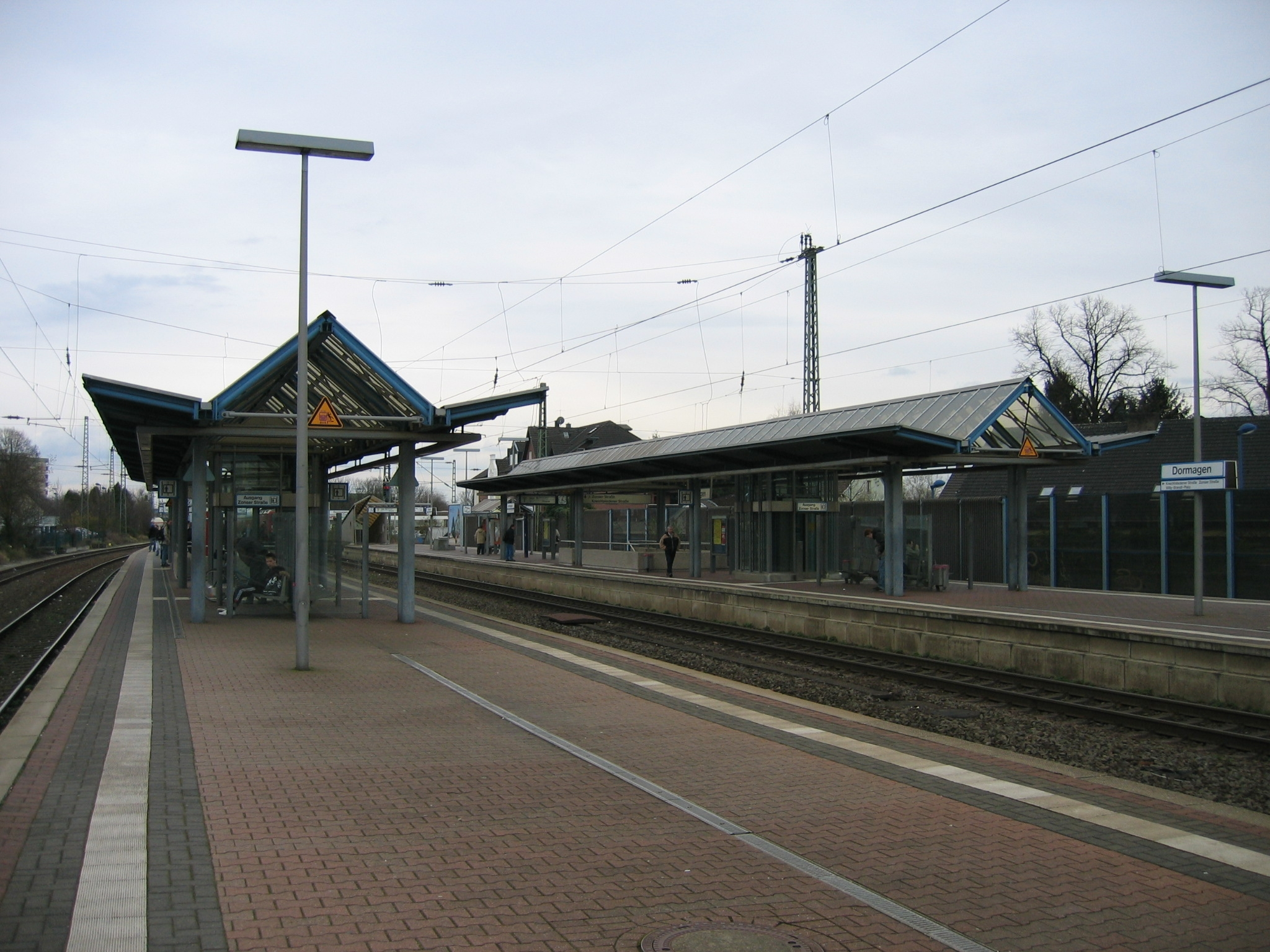
Vlakové nádraží
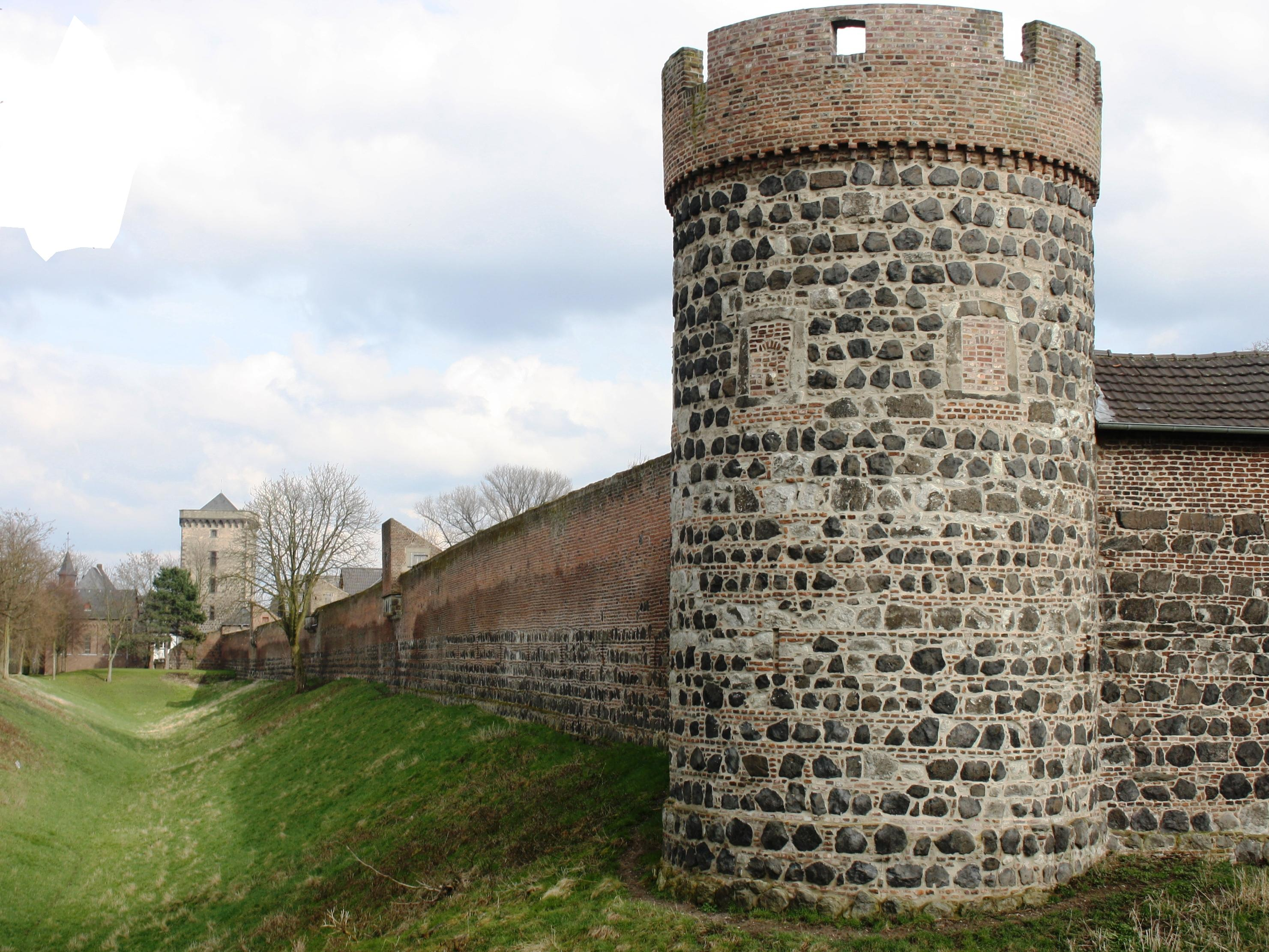
Opevnění v městské části Zons
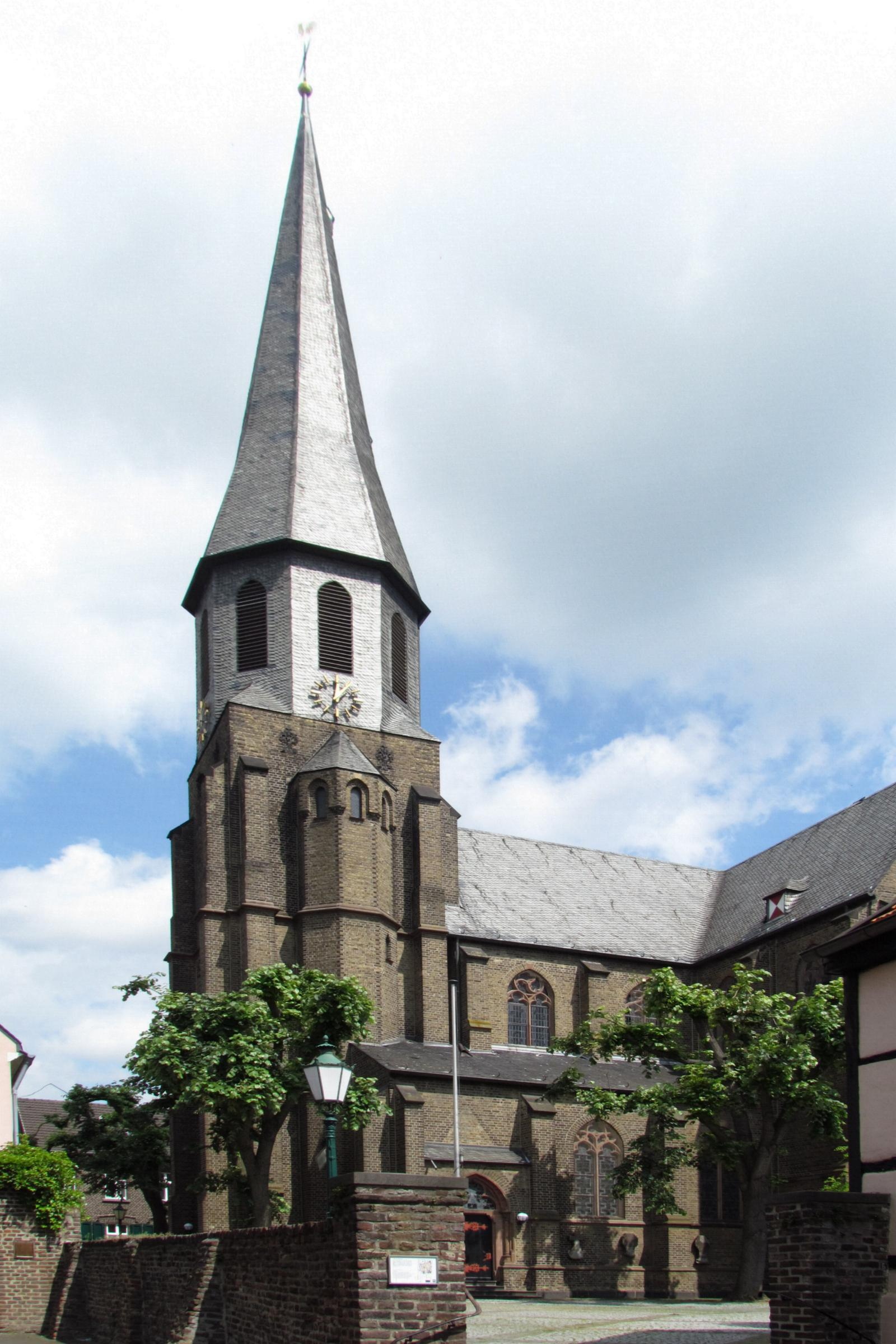
Kostel svatého Martina v Zons